# Giulia De Ascentis
Giulia De Ascentis (Vasto, 12 agosto 1993) è un'ex nuotatrice italiana, vincitrice della medaglia di bronzo nei 200 m rana agli europei in vasca corta 2013; dopo essere arrivata quarta con un tempo di 2’20”93 e aver segnato il record italiano, si è piazzata terza a seguito della squalifica per doping di Yulia Efimova.

## Palmarès
- Europei in vasca corta

Herning 2013: bronzo nei 200m rana.
- Giochi del Mediterraneo

Mersin 2013: oro nei 100m rana e nella 4x100m misti, bronzo nei 50m rana.